# 拳 (曲)
「拳」（こぶし）は、2020年6月24日に発売された山川豊のシングル。

## 解説
- 10年前に新曲として用意された楽曲だが、当時50代の山川は「50代で表現できる歌ではない」と断っていた。2018年に還暦を迎えて本楽曲を歌う決心をした[2]。

- 作詞は松井由利夫が、作曲は水森英夫がそれぞれ手掛けている。氷川きよしの「箱根八里の半次郎」や「きよしのズンドコ節」などを手掛けた作詞・作曲コンビによる楽曲[2]。

- カップリング曲「雨物語〜2020バージョン〜」は、2003年発売のアルバム『山川豊2003全曲集』収録曲「雨物語」のニューバージョン[3]。

## 収録曲
1. 拳 (4分58秒)
  - 作詞：松井由利夫／作曲：水森英夫／編曲：石倉重信
2. 雨物語〜2020バージョン〜 (3分42秒)
  - 作詞：岡田冨美子／作曲：恩田涼平／編曲：矢野立美
3. 拳（オリジナル・カラオケ）
4. 雨物語〜2020バージョン〜（オリジナル・カラオケ）